# Mohamed Hamdy
Mohamed Hamdy Sharaf (in arabo محمد حمدى شرف‎?; Il Cairo, 15 marzo 1995) è un calciatore egiziano, difensore del Pyramids e della nazionale egiziana.

## Caratteristiche tecniche
È un terzino sinistro.

## Carriera

### Club
Ha giocato nella prima divisione egiziana.

### Nazionale
Ha giocato nella nazionale egiziana Under-23.
Il 30 dicembre 2023 viene incluso dal CT Rui Vitória nella rosa dei 27 convocati per la fase finale della Coppa d'Africa 2023, disputata in Costa d'Avorio. L'Egitto verrà eliminato agli ottavi di finale dalla RD del Congo ai calci di rigore.

## Statistiche

### Presenze e reti nei club
Statistiche aggiornate al 2 dicembre 2023.
| Stagione        | Squadra         | Campionato      | Campionato | Campionato | Coppe nazionali | Coppe nazionali | Coppe nazionali | Coppe continentali | Coppe continentali | Coppe continentali | Altre coppe | Altre coppe | Altre coppe | Totale | Totale |
| Stagione        | Squadra         | Comp            | Pres       | Reti       | Comp            | Pres            | Reti            | Comp               | Pres               | Reti               | Comp        | Pres        | Reti        | Pres   | Reti   |
| --------------- | --------------- | --------------- | ---------- | ---------- | --------------- | --------------- | --------------- | ------------------ | ------------------ | ------------------ | ----------- | ----------- | ----------- | ------ | ------ |
| 2014-2015       | Al-Ahly         | PL              | 3          | 0          | CE              | 0               | 0               | CCL+CC             | 0                  | 0                  | SE+SA       | 0           | 0           | 3      | 0      |
| 2015-gen. 2016  | Al-Ahly         | PL              | 0          | 0          | CE              | 0               | 0               | CCL                | 0                  | 0                  | SE          | 0           | 0           | 0      | 0      |
| Totale Al-Ahly  | Totale Al-Ahly  | Totale Al-Ahly  | 3          | 0          |                 | 0               | 0               |                    | 0                  | 0                  |             | 0           | 0           | 3      | 0      |
| gen.-giu. 2016  | Al-Mokawloon    | PL              | 2          | 0          | CE              | 1               | 0               | -                  | -                  | -                  | -           | -           | -           | 3      | 0      |
| 2016-2017       | Al-Masry        | PL              | 33         | 1          | CE              | 5               | 0               | CC                 | 4                  | 0                  | -           | -           | -           | 42     | 1      |
| 2017-2018       | Al-Masry        | PL              | 32         | 1          | CE              | 2               | 0               | CC                 | 8                  | 0                  | SE          | 1           | 0           | 43     | 1      |
| Totale Al-Masry | Totale Al-Masry | Totale Al-Masry | 65         | 2          |                 | 7               | 0               |                    | 12                 | 0                  |             | 1           | 0           | 85     | 2      |
| 2018-2019       | Pyramids        | PL              | 14         | 0          | CE              | 4               | 0               | -                  | -                  | -                  | -           | -           | -           | 18     | 0      |
| 2019-2020       | Pyramids        | PL              | 28         | 2          | CE              | 2               | 0               | CC                 | 13                 | 0                  | -           | -           | -           | 43     | 2      |
| 2020-2021       | Pyramids        | PL              | 24         | 1          | CE              | 2               | 0               | CC                 | 12                 | 0                  | -           | -           | -           | 38     | 1      |
| 2021-2022       | Pyramids        | PL              | 32         | 1          | CE              | 5               | 0               | CC                 | 11                 | 0                  | -           | -           | -           | 48     | 1      |
| 2022-2023       | Pyramids        | PL              | 33         | 2          | CE              | 3               | 1               | CC                 | 12                 | 1                  | SE          | 1           | 0           | 49     | 4      |
| 2023-2024       | Pyramids        | PL              | 7          | 0          | CE              | 0               | 0               | CCL                | 3                  | 0                  | SE          | 0           | 0           | 10     | 0      |
| Totale Pyramids | Totale Pyramids | Totale Pyramids | 138        | 6          |                 | 16              | 1               |                    | 51                 | 1                  |             | 1           | 0           | 206    | 8      |
| Totale carriera | Totale carriera | Totale carriera | 208        | 8          |                 | 24              | 1               |                    | 63                 | 1                  |             | 2           | 0           | 297    | 10     |

### Cronologia presenze e reti in nazionale
| Cronologia completa delle presenze e delle reti in nazionale ― Egitto | Cronologia completa delle presenze e delle reti in nazionale ― Egitto | Cronologia completa delle presenze e delle reti in nazionale ― Egitto | Cronologia completa delle presenze e delle reti in nazionale ― Egitto | Cronologia completa delle presenze e delle reti in nazionale ― Egitto | Cronologia completa delle presenze e delle reti in nazionale ― Egitto | Cronologia completa delle presenze e delle reti in nazionale ― Egitto | Cronologia completa delle presenze e delle reti in nazionale ― Egitto |
| Data                                                                  | Città                                                                 | In casa                                                               | Risultato                                                             | Ospiti                                                                | Competizione                                                          | Reti                                                                  | Note                                                                  |
| --------------------------------------------------------------------- | --------------------------------------------------------------------- | --------------------------------------------------------------------- | --------------------------------------------------------------------- | --------------------------------------------------------------------- | --------------------------------------------------------------------- | --------------------------------------------------------------------- | --------------------------------------------------------------------- |
| 30-9-2021                                                             | Alessandria d'Egitto                                                  | Egitto                                                                | 2 – 0                                                                 | Liberia                                                               | Amichevole                                                            | -                                                                     | 52’                                                                   |
| 16-11-2021                                                            | Alessandria d'Egitto                                                  | Egitto                                                                | 2 – 1                                                                 | Gabon                                                                 | Qual. Mondiali 2022                                                   | -                                                                     |                                                                       |
| 23-9-2022                                                             | Alessandria d'Egitto                                                  | Egitto                                                                | 3 – 0                                                                 | Niger                                                                 | Amichevole                                                            | -                                                                     | 68’                                                                   |
| 27-9-2022                                                             | Alessandria d'Egitto                                                  | Egitto                                                                | 3 – 0                                                                 | Liberia                                                               | Amichevole                                                            | -                                                                     | 83’                                                                   |
| 18-11-2022                                                            | Al Kuwait                                                             | Egitto                                                                | 2 – 1                                                                 | Belgio                                                                | Amichevole                                                            | -                                                                     |                                                                       |
| 24-3-2023                                                             | Il Cairo                                                              | Egitto                                                                | 2 – 0                                                                 | Malawi                                                                | Qual. Coppa d'Africa 2023                                             | -                                                                     |                                                                       |
| 28-3-2023                                                             | Lilongwe                                                              | Malawi                                                                | 0 – 4                                                                 | Egitto                                                                | Qual. Coppa d'Africa 2023                                             | -                                                                     |                                                                       |
| 14-6-2023                                                             | Marrakech                                                             | Guinea                                                                | 1 – 2                                                                 | Egitto                                                                | Qual. Coppa d'Africa 2023                                             | -                                                                     |                                                                       |
| 8-9-2023                                                              | Il Cairo                                                              | Egitto                                                                | 1 – 0                                                                 | Etiopia                                                               | Qual. Coppa d'Africa 2023                                             | -                                                                     | 90+1’                                                                 |
| 12-9-2023                                                             | Il Cairo                                                              | Egitto                                                                | 1 – 3                                                                 | Tunisia                                                               | Amichevole                                                            | -                                                                     | 76’                                                                   |
| 12-10-2023                                                            | al-'Ayn                                                               | Egitto                                                                | 1 – 0                                                                 | Zambia                                                                | Amichevole                                                            | -                                                                     | 65’                                                                   |
| 16-10-2023                                                            | al-ʿAyn                                                               | Egitto                                                                | 1 – 1                                                                 | Algeria                                                               | Amichevole                                                            | -                                                                     |                                                                       |
| 19-11-2023                                                            | Monrovia                                                              | Sierra Leone                                                          | 0 – 2                                                                 | Egitto                                                                | Qual. Mondiali 2026                                                   | -                                                                     |                                                                       |
| 7-1-2024                                                              | Il Cairo                                                              | Egitto                                                                | 2 – 0                                                                 | Tanzania                                                              | Amichevole                                                            | -                                                                     | 46’                                                                   |
| 14-1-2024                                                             | Abidjan                                                               | Egitto                                                                | 2 – 2                                                                 | Mozambico                                                             | Coppa d'Africa 2023 - 1º turno                                        | -                                                                     |                                                                       |
| 18-1-2024                                                             | Abidjan                                                               | Egitto                                                                | 2 – 2                                                                 | Ghana                                                                 | Coppa d'Africa 2023 - 1º turno                                        | -                                                                     |                                                                       |
| 22-1-2024                                                             | Abidjan                                                               | Capo Verde                                                            | 2 – 2                                                                 | Egitto                                                                | Coppa d'Africa 2023 - 1º turno                                        | -                                                                     | 46’                                                                   |
| 28-1-2024                                                             | San-Pedro                                                             | Egitto                                                                | 1 – 1 dts (7 - 8 dtr)                                                 | RD del Congo                                                          | Coppa d'Africa 2023 - Ottavi di finale                                | -                                                                     | 46’ 66’, 97’                                                          |
| 22-3-2024                                                             | Il Cairo                                                              | Egitto                                                                | 1 – 0                                                                 | Nuova Zelanda                                                         | Amichevole                                                            | -                                                                     | 90+3’                                                                 |
| 26-3-2024                                                             | Il Cairo                                                              | Egitto                                                                | 2 – 4                                                                 | Croazia                                                               | Amichevole                                                            | -                                                                     |                                                                       |
| 10-6-2024                                                             | Bissau                                                                | Guinea-Bissau                                                         | 1 – 1                                                                 | Egitto                                                                | Qual. Mondiali 2026                                                   | -                                                                     |                                                                       |
| 6-9-2024                                                              | Il Cairo                                                              | Egitto                                                                | 3 – 0                                                                 | Capo Verde                                                            | Qual. Coppa d'Africa 2025                                             | -                                                                     | 79’                                                                   |
| 10-9-2024                                                             | Francistown                                                           | Botswana                                                              | 0 – 4                                                                 | Egitto                                                                | Qual. Coppa d'Africa 2025                                             | -                                                                     | 75’                                                                   |
| 11-10-2024                                                            | Il Cairo                                                              | Egitto                                                                | 2 – 0                                                                 | Mauritania                                                            | Qual. Coppa d'Africa 2025                                             | -                                                                     |                                                                       |
| 15-10-2024                                                            | Nouakchott                                                            | Mauritania                                                            | 0 – 1                                                                 | Egitto                                                                | Qual. Coppa d'Africa 2025                                             | -                                                                     |                                                                       |
| 19-11-2024                                                            | Il Cairo                                                              | Egitto                                                                | 1 – 1                                                                 | Botswana                                                              | Qual. Coppa d'Africa 2025                                             | -                                                                     |                                                                       |
| Totale                                                                |                                                                       | Presenze                                                              | 26                                                                    |                                                                       | Reti                                                                  | 0                                                                     |                                                                       |

## Palmarès

### Club

#### Competizioni nazionali
- Coppa d'Egitto: 1

Pyramids: 2023-2024

#### Competizioni internazionali
- CAF Champions League: 1

Pyramids: 2024-2025